# Monte Negro (San Juan Lalana)
Monte Negro es una localidad mexicana de etnia chinanteca, pertenece al municipio de San Juan Lalana de la región del Papaloapan, ubicado en el estado de Oaxaca. Posee una población de 2900 habitantes, por lo que se convierte en la más poblada del municipio y su principal urbanización, según el II Conteo de Población y Vivienda INEGI, 2010. Se localiza a una distancia aproximada de 70 Kilómetros de la ciudad de Tuxtepec, a 220 km Oaxaca de Juárez su capital y 570 km de distancia de la Ciudad de México.